# Palm Springs (Band)
Palm Springs ist eine sechsköpfige Band aus Brighton und London um Davey Cane und Jon Russo.

## Geschichte
2004 wurde die Band mit einer unveränderlichen Do-It-Yourself-Einstellung gegründet (“put off today what you can do tomorrow”). Nach wie vor arbeiten Davey Cane und Jon Russo ohne Richtlinien oder Anweisungen Dritter zu folgen beharrlich daran, Platten zu produzieren und auf ihrem eigenen Label Random Acts of Vinyl zu veröffentlichen.
Im August 2004 erschien die erste Single der Band Tender Remains. Es folgten die 7" Echo Of Me im September 2005 und Softly To Fallen im Juni 2006.
Erst im März 2007 erschien das erste Album No Hurt Like A Broken Heart. Im Oktober 2007 wurde die bislang erfolgreichste Single I Start Fires veröffentlicht. Im selben Monat wurde außerdem die sehr streng limitierte 7" Vinyl Single Blood and Water mit dem Australier Matt Sigley am Klavier als Anerkennung für den Autor Wolfgang Doebeling des Magazins Rolling Stone aufgenommen. Es existieren nur drei Exemplare dieser einseitig bespielten Version.

## Stil
Palm Springs beschreiben ihre Welt als akustisch, melancholisch und leicht ramschig. Tatsächlich ist ihre Musik von vielen Einflüssen geprägt. Dazu zählen nach eigenen Angaben u. a. Lee Hazlewood und Scott Walker, aber auch Massive Attack, Johnny Cash, Serge Gainsbourg, The Beach Boys und Brigitte Bardot.
Zu den verwendeten Instrumenten gehören neben den Standards auch Melodica, Glockenspiel, Casio VL-1 und Stylophone.

## Diskografie

### Singles
- 2004: Tender Remains / Fall Morning (Random Acts Of Vinyl)
- 2005: Echo Of Me / After Honey (Random Acts Of Vinyl)
- 2006: Softly To Fallen / Sense Of Wonder (Random Acts Of Vinyl)
- 2007: I Start Fires / Twilight Of A Star (Random Acts Of Vinyl)
- 2008: Blood And Water / Stop Making Plans (Rank Records)
- 2009: Free Atlas / Shared History (Random Acts Of Vinyl)

### Alben
- 2007: No Hurt Like A Broken Heart
- 2010: The Hope That Kills You